# Диагноз
Диа́гноз (греч. διάγνωσις, лат. diagnosis «распознавание»; от dia «через, посредством» + gnosis «знание») — медицинское заключение о состоянии здоровья обследуемого, а также сущности болезни и состоянии пациента, выраженное в принятой медицинской терминологии и основанное на всестороннем систематическом изучении пациента. Процесс установления диагноза называется диагностикой. Медицинское обозначение: Ds.
Первоначальный диагноз может оказаться ошибочным; дополнительное обследование снижает вероятность ошибки диагностики.

## Описание
При постановке диагноза врач руководствуется субъективными жалобами больного, анамнезом, осмотром больного (состояние кожных покровов, слизистой носоглотки, измерение температуры, пульса и давления, выслушивание и т. п.), результатами медико-диагностических исследований и другими биомаркерами, наблюдением за дальнейшим течением болезни. При этом также учитываются возраст, пол, работа, социальное положение, местность и другие немедицинские факторы.
Варианты диагноза: предварительный, окончательный, клинический и патологоанатомический. Окончательный диагноз может быть прямым (отчётливо ясно заболевание), дифференциальным (врач определяет круг возможных болезней и назначает исследования, затем решает, какие из рассматриваемых заболеваний исключены, а какие из них подтверждены), а также диагностическим.
В диагнозе выделяют:
1. Имеются ли сопутствующие заболевания
2. Наличие осложнений
3. Основные симптомы и болезни
4. Сочетание заболеваний

## Алгоритм постановки клинического диагноза
1. Расспрос (анамнез)
  1. Жалобы пациента
  2. История болезни (лат. Anamnesis morbi)
  3. История жизни (Anamnesis vitae)
2. Физические методы исследования
  1. Осмотр
  2. Термометрия[2]
  3. Пальпация
  4. Перкуссия
  5. Аускультация
Предварительный диагноз
3. Дополнительные методы обследования
  1. Лабораторные методы (анализы крови, мочи, кала, биопсийного материала и др.)
  2. Инструментальные методы (ЭКГ, УЗИ, рентгенологические, эндоскопические и др.)
Окончательный диагноз[3]